# Goniothalamus catanduanensis
Goniothalamus catanduanensis là loài thực vật có hoa thuộc họ Na. Loài này được Quisumb. mô tả khoa học đầu tiên năm 1944.